# Нечаев, Виктор Степанович
Виктор Степанович Нечаев — советский военный, государственный и политический деятель, генерал-полковник.

## Биография
Родился в 1924 году в Можайске. В 1941 году окончил среднюю школу в Верее. Член КПСС с 1943 года.
С 1941 года — на военной службе, общественной и политической работе. Участник Великой Отечественной войны, комсорг стрелкового батальона, затем отдельного лыжного батальона 37-й стрелковой дивизии, к концу войны помощник по комсомольской работе начальника политотдела дивизии. 
После войны на политической работе и командных должностях в Советской Армии, заместитель начальника Главного политического управления Советской Армии и Военно-Морского флота. 
Избирался депутатом Верховного Совета РСФСР 11-го созыва.
Умер в Москве 12 ноября 1999 года.